# Triefenstein
Triefenstein – gmina targowa w Niemczech, w kraju związkowym Bawaria, w rejencji Dolna Frankonia, w regionie Würzburg, w powiecie Main-Spessart.

## Geografia
Leży w Spessart, około 20 km na południowy zachód od Karlstadt, nad Menem, przy autostradzie A3, drodze B8 i byłej linii kolejowej Lohr – Wertheim.
Gmina targowa Triefenstein graniczy z następującymi gminami: Marktheidenfeld, Erlenbach bei Marktheidenfeld, Remlingen, Holzkirchen, Wertheim i Kreuzwertheim.

## Dzielnice
W skład gminy wchodzą cztery dzielnice:
- Homburg am Main
- Lengfurt
- Rettersheim
- Trennfeld (z osiedlami: Kloster Triefenstein i Trennfeld-Bahnhof).

## Demografia
| Rok  | Liczba mieszk. |
| ---- | -------------- |
| 1970 | 3502           |
| 1987 | 3530           |
| 2000 | 4201           |
| 2005 | 4363           |

## Polityka
Burmistrzem jest Kerstin Deckenbrock z Aus Vier mach Wir.

## Współpraca
Miejscowości partnerskie:
- Vassy, Francja (od 2013, kontynuacja przez Valdallière[1])

## Oświata
(na 1999)

W gminie znajduje się 200 miejsc przedszkolnych (z 178 dziećmi) oraz szkoła podstawowa (14 nauczycieli, 275 uczniów).